# You Let Me Walk Alone
Chansons représentant l'Allemagne au Concours Eurovision de la chanson
Perfect Life
(2017) Sister
(2019)
You Let Me Walk Alone (en français : « Tu m'as laissé marcher seul ») est une chanson interprétée par le chanteur allemand Michael Schulte. Elle a été sorti en tant que téléchargement numérique le 20 février 2018. C'est la chanson représentant l'Allemagne au Concours Eurovision de la chanson 2018 à Lisbonne, au Portugal. Elle a terminé à la 4e place en finale du concours, elle est ainsi devenue la chanson allemande la meilleure classée depuis sa victoire au concours de 2010.

## Concours Eurovision de la chanson
L'Allemagne étant un membre du Big Five, elle est directement qualifiée pour la finale le 12 mai 2018. C'est la 11e chanson interprétée lors de la finale. Elle a terminé à la 4e place sur 26 chansons avec un total de 340 points.

## Liste des pistes
| 1. | You Let Me Walk Alone | 2:57 |

## Classements hebdomadaires
| Classement (2018)               | Meilleure position |
| ------------------------------- | ------------------ |
| Allemagne (Media Control AG)    | 3                  |
| Autriche (Ö3 Austria Top 40)    | 23                 |
| Belgique (Flandre Ultratip 100) | 13                 |
| Écosse (OCC)                    | 36                 |
| Espagne (PROMUSICAE)            | 74                 |
| France (SNEP)                   | 105                |
| Islande (RÚV)                   | 14                 |
| Pays-Bas (Single Top 100)       | 83                 |
| Royaume-Uni (UK Download Chart) | 43                 |
| Royaume-Uni (UK Indie Chart)    | 44                 |
| Suède (Sverigetopplistan)       | 32                 |
| Suisse (Schweizer Hitparade)    | 27                 |

## Historique de sortie
| Pays         | Date            | Format                   | Label   |
| ------------ | --------------- | ------------------------ | ------- |
| Monde entier | 20 février 2018 | Téléchargement numérique | Very Us |